# Magilus antiquus
Magilus antiquus là một loài ốc biển, là động vật thân mềm chân bụng sống ở biển trong họ Muricidae.

## Miêu tả
Loài này có kích thước giữa 20 mm and 150 mm

## Phân bố
Loài này phân bố ở Biển Đỏ, Ấn Độ Dương dọc theo Aldabra, Madagascar, Mauritius và Tanzania và trong Thái Bình Dương dọc theo New Zealand